# Silja Europa
Die Silja Europa ist eine Fähre der estnischen Reederei Tallink.
Mit einer Vermessung von 59.912 BRZ war die Silja Europa zum Zeitpunkt ihrer Indienststellung 1993 die größte Fähre der Welt. Inzwischen wird sie in diesem Punkt von der mit rund 75.100 BRZ nochmals deutlich größeren Color Magic übertroffen.

## Geschichte

### Bau und Indienststellung

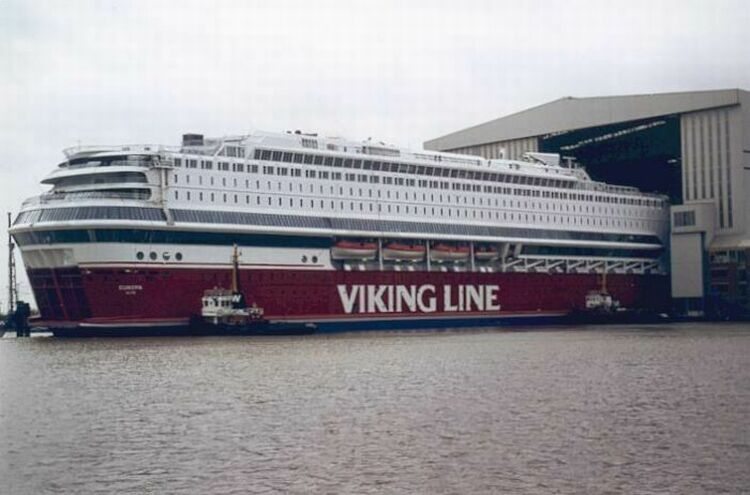
Das Schiff beim Ausdocken auf der Meyer Werft

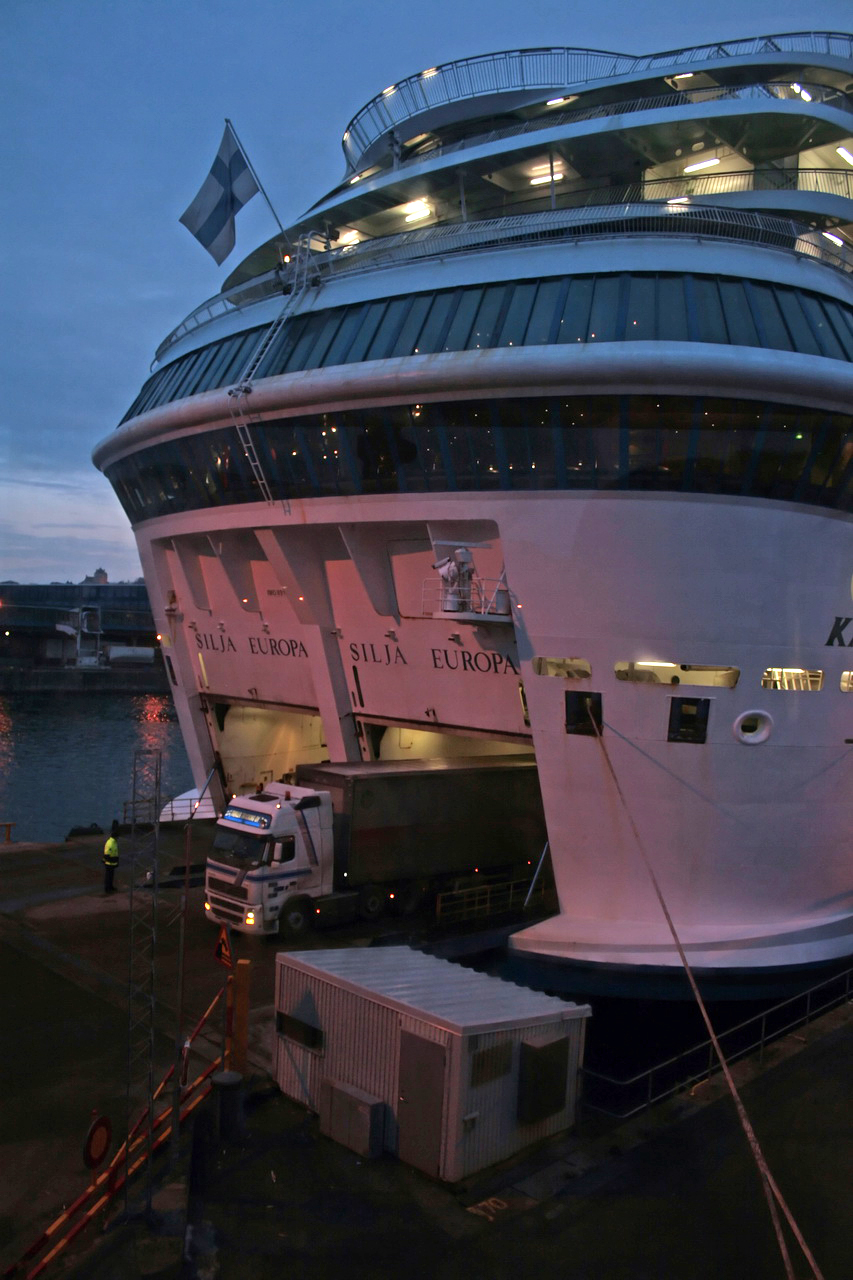
Entladung durch Heckklappe

Die Fähre wurde von der Rederi AB Slite, einer der damaligen Reedereien des Reedereizusammenschlusses Viking Line, bei der Meyer-Werft als Europa in Auftrag gegeben. Zu einer Übernahme der teilweise sogar schon in Viking-Line-Farben lackierten Jumbofähre kam es jedoch nicht mehr. Der 1992 fallende Wechselkurs der schwedischen Krone hatte das Schiff für die Rederi AB Slite schlagartig um 500 Millionen schwedische Kronen verteuert. Als die Reederei zudem noch eine Kreditgarantie ihrer Bank verlor, konnte sie die Fähre nicht mehr bezahlen und ging im darauffolgenden Jahr 1993 schließlich in Konkurs. Am 23. Februar 1993 wurde das Schiff über die Ems nach Emden überführt. Die Meyer-Werft vollendete das im Bau befindliche Schiff und registrierte es ab dem 5. März 1993 auf die eigens zu diesem Zweck gegründete Fährschiff Europa KB mit Sitz in Mariehamn, Finnland, einer Tochtergesellschaft der Papenburger Fährschiffsreederei GmbH, an der wiederum auch die Meyer-Werft beteiligt ist. Noch am selben Tag wurde das Schiff in Hamburg getauft. Die Fährschiff Europa KB vercharterte die Fähre ab dem 6. März 1993 an den Viking-Line-Konkurrenten Silja Line im Rahmen einer Langzeitcharter mit Kaufoption.

### Einsatz in der Ostsee
Die Silja Europa wurde seitdem im Ostseefährverkehr eingesetzt, anfangs zwischen Helsinki und Stockholm, ab 1995 auf der Route Turku–Stockholm via Mariehamn/Långnäs. Der regelmäßige Zwischenhalt auf Åland (Mariehamn und Långnäs) hatte dabei nicht nur logistische Gründe, sondern war auch aus steuerlicher Sicht bedeutend: Nur mit diesem Zwischenstopp ist es der Reederei erlaubt, Waren an Bord steuerfrei zu verkaufen.
Beim Untergang der Estonia im September 1994 war die Silja Europa das Schiff, das nach dem ersten Notruf des untergehenden Schiffes die Koordination des Funkverkehrs mit der Estonia und den in der Nähe befindlichen Schiffen übernahm. Der damalige Kapitän Esa Mäkelä leitete daraufhin die anfängliche Rettungsaktion, an der zehn Schiffe aus der unmittelbaren Nähe der Unglücksstelle beteiligt waren.
Nach nahezu 18 Jahren im Liniendienst zwischen Stockholm und Turku wurde die Silja Europa nach ihrer letzten Fahrt auf dieser Route am 20. Januar 2013 von der Baltic Princess abgelöst. Ab dem 23. Januar 2013 pendelte die Fähre nun unter estnischer Flagge zwischen Helsinki und ihrem Heimathafen Tallinn.

### Hotelschiff in Australien
Am 21. Juli 2014 gab Tallink Silja Oy bekannt, die Silja Europa ab August zunächst für 14 Monate an Bridgemanns Services Ltd. nach Australien zu verchartern, wo sie als schwimmende Unterkunft diente. Der Schritt wurde seitens der Reederei mit schärferen Emissionsgrenzwerten ab 2015 begründet. Die Vercharterung konnte auf bis zu 48 Monate verlängert werden, diese Möglichkeit wurde jedoch nicht wahrgenommen.

### Erneuter Einsatz in der Ostsee
Ab dem 13. März 2016 setzte Tallink das Schiff auf der Route Tallinn–Helsinki ein und vermarktete die Passage als Mini-Kreuzfahrt inkl. Übernachtung.
Ende 2016 erfolgte eine 16 Millionen Euro teure Überholung einiger öffentlicher Bereiche sowie eine umfassende Renovierung der Passagierkabinen.
Im Januar 2020 wurden neben einigen weiteren Renovierungsarbeiten im Innenbereich auch technische Komponenten überholt, darunter die Vorbereitung der Fähre für den Anschluss an den Landstrom während der Liegezeiten.

### Einsatz als Flüchtlingsunterkunft
2022 wurde das Schiff an das niederländische Unternehmen Slaapschepen Public verchartert, das es für das Centraal Orgaan opvang asielzoekers (COA), die niederländische Agentur für die Aufnahme von Asylbewerbern, als Unterkunftsschiff für Flüchtlinge betreibt. Es war zunächst für sieben Monate mit Option zur Verlängerung um drei Monate verchartert und wurde ab dem 22. September 2022 in Velsen-Noord im Nordseekanal betrieben. Anfang Juli 2023 wechselte das Schiff in den Merwehaven in Rotterdam. Die bis Ende 2024 laufende Chartervereinbarung wurde im Dezember 2024 zunächst um sechs Monate und vor Ablauf der Charter um weitere sieben Monate verlängert. Es besteht die Option für zwei weitere Verlängerungen um jeweils sechs Monate.

## Technische Daten und Ausstattung
Die Silja Europa wurde von der Meyer-Werft in Papenburg gebaut und ist ein Schiff der Eisklasse 1A Super.
Auf der Silja Europa gibt es zahlreiche Etablissements wie Bars, Restaurants, Diskothek, Theater sowie ein Schwimmbad mit Sauna. Von 1993 bis 1996 gehörte auch die weltweit erste McDonald’s-Filiale auf hoher See dazu.